# Ida Hahn-Hahn
Ida Hahn-Hahn (Ida Marie Louise Sophie Friederike Gustave Gräfin von Hahn, Tressow (Mecklenburg-Schwerin), 1805. június 22. – Mainz, 1880. január 12.) grófné, német regényírónő.

## Élete
1826-ban gazdag rokonával, Friedrich Wilhelm Adolph von Hahn gróffal kelt egybe. Ez a házassága azonban nem volt szerencsés, 1829-ben elvált és az utazásban és költészetben keresett vígasztalást. Előbb költeményeket adott ki, amelyek azonban nem keltettek figyelmet. Sokkal nagyobb sikert aratott társadalmi regényeivel, amelyekben az előkelő társadalmi osztályt festette le, és az ifjú Németország és a francia műveltség hatása nyilvánul meg. Koholt témák sajátos modorban, bár minden mélység nélkül, de sok szellemességgel. Arisztokratikus modorát sikeresen gúnyolja ki a Diogena. Von Gräfin Iduna H. H. (Lipcse, 1847) című regény (Szerzője: Fanny Lewald). Utazásainak eredménye néhány szellemes, de felületes útirajz. Benső barátjának (Bistram) elhunyta mély nyomot hagyott kedélyén. A vallásban keresett megnyugvást, és Ketteler mainzi püspök tanácsára visszatért a római katolikus egyház kebelébe. Azontúl ennek ügyét szolgálta számos irásában, költeményeiben és regényeiben egyaránt. 1852 novemberében belépett az angers-i kolostorba, majd részt vett a mainzi Jó pásztorhoz címzett kolostor megalakításában, s itt is halt meg.

## Művei
Életének első korszakából való regényei összegyűjtve is megjelentek Berlinben 1851-ben, 21 kötetben. Ezek közül említendők: Aus der Gesellschaft (Berlin, 1838, 2 kiad. Ida Schönholm cimmel); Gräfin Faustine (1841); Ulrich (1841) stb. A második korszak regényei közül több magyar fordításban is megjelent: Maria Regina (Mainz, 1860, magyarul: Pest, 1864); Doralice (uo. 1861, magyarul: Győr, 1864); Peregrin (uo. 1864, magyarul: Pécs, 1874); Zwei Schwestern (uo. 1863, magyarul: Két nővér, Győr, 1865); Lady Gird (Temesvár, 1869); Egy szegény kisasszony története (uo. 1873). Ezeket növendékpapok irodalmi egyesületei fordították. Azonkívül megjelent magyarul: Az iskolamester leánya, ford. Nagy Antal (Budapest, 1874).

## Magyarul
- Cecil. Német regény. 1-2. rész; ford. Bencur János; Hartleben, Pest, 1844 (Új külföldi regénytár)
- Forster Zsigmond. Német regény; ford. Varga Soma; Hartleben, Pest, 1844 (Új külföldi regénytár)
- Mária Regina. Regény, 1–2.; ford. a pesti növendékpapság magyar egyházirodalmi iskolája; Emich Ny., Pest, 1863
- Doralice. Családi kép a jelenkorból 1–2. köt.; ford. a Győri Nagyobb Papnövelde Szent Imre-Egyletének tagjai; Sauervein Ny., Győr, 1864
- Két nővér. Regény, 1–2. köt.; ford. a Győri Nagyobb Papnövelde Szent Imre-Egyletének tagjai; Sauervein Ny., Győr, 1865
- Egy szegény kisasszony története, 1–2. köt.; ford. a csanádi növendék-papság magyar gyakorló iskolája; Csanád Egyházmegyei Ny., Temesvár, 1873